# Edelbert der Tiger
Edelbert der Tiger (Originaltitel: Ethelbert the Tiger) ist eine britische Zeichentrickserie, die seit 2005 produziert wird.

## Handlung
Der kleine, neugierige Tiger Edelbert lebt mit seinem menschlichen Freund Dilip im Dschungel. Dilip ist sich dabei über den magischen Wasserfels bewusst, durch den er mit Edelbert auf einem Floß an jeden beliebigen Ort reisen kann. So erleben viele Abenteuer rund um den Globus, sammeln viele Andenken und lernen, Probleme zu lösen.

## Produktion und Veröffentlichung
Das Originalkonzept stammt von Rosemary Hoyland und die Musik von Luc Desroy.
Die deutsche Erstausstrahlung fand am 2. März 2015 auf Super RTL statt. Zudem erschien die Serie als DVD und Blu-ray Disc.

## Episodenliste
| Folge | deutscher Titel          | deutsche Erstausstrahlung | englischer Titel                   |
| 1     | Das Chamäleon            | 02.03.2015                | Ethelbert And The Chameleon        |
| 2     | Der Eisbär               | 03.03.2015                | Ethelbert And The Polar Bear       |
| 3     | Der Einsiedlerkrebs      | 04.03.2015                | Ethelbert And The Hermit Crab      |
| 4     | Die Kanadagänse          | 05.03.2015                | Ethelbert And The Canada Geese     |
| 5     | Die Kängurus             | 06.03.2015                | Ethelbert And The Kangaroos        |
| 6     | Das Schnabeltier         | 07.03.2015                | Ethelbert And The Platypus         |
| 7     | Der Braunbär             | 08.03.2015                | Ethelbert And The Brown Bear       |
| 8     | Das Nilpferd             | 09.03.2015                | Ethelbert And The Hippopotamus     |
| 9     | Der Gorilla              | 10.03.2015                | Ethelbert And The Gorilla          |
| 10    | Die Giraffe              | 11.03.2015                | Ethelbert And The Giraffe          |
| 11    | Die Fledermaus           | 12.03.2015                | Ethelbert And The Bat              |
| 12    | Das Krokodil             | 13.03.2015                | Ethelbert And The Crocodile        |
| 13    | Der Panda                | 14.03.2015                | Ethelbert And The Panda            |
| 14    | Der Ameisenbär           | 15.03.2015                | Ethelbert And The Anteater         |
| 15    | Das Nashorn              | 16.03.2015                | Ethelbert And The Rhinoceros       |
| 16    | Der Löwe                 | 17.03.2015                | Ethelbert And The Lion             |
| 17    | Das Kamel                | 18.03.2015                | Ethelbert And The Camel            |
| 18    | Die Fingertiere          | 19.03.2015                | Ethelbert And The Aye Aye Twins    |
| 19    | Die Erdmännchen          | 20.03.2015                | Ethelbert And The Meerkats         |
| 20    | Die Schlange             | 21.03.2015                | Ethelbert And The Snake            |
| 21    | Der Emu                  | 22.03.2015                | Ethelbert And The Emu              |
| 22    | Der Afrikanische Elefant | 23.03.2015                | Ethelbert And The African Elephant |
| 23    | Die Koalas               | 24.03.2015                | Ethelbert And The Koalas           |
| 24    | Die Pinguine             | 25.03.2015                | Ethelbert And The Penguins         |
| 25    | Der Pfau                 | 26.03.2015                | Ethelbert And The Peacock          |
| 26    | Das Stinktier            | 27.03.2015                | Ethelbert And The Skunk            |